# Танк Кристи

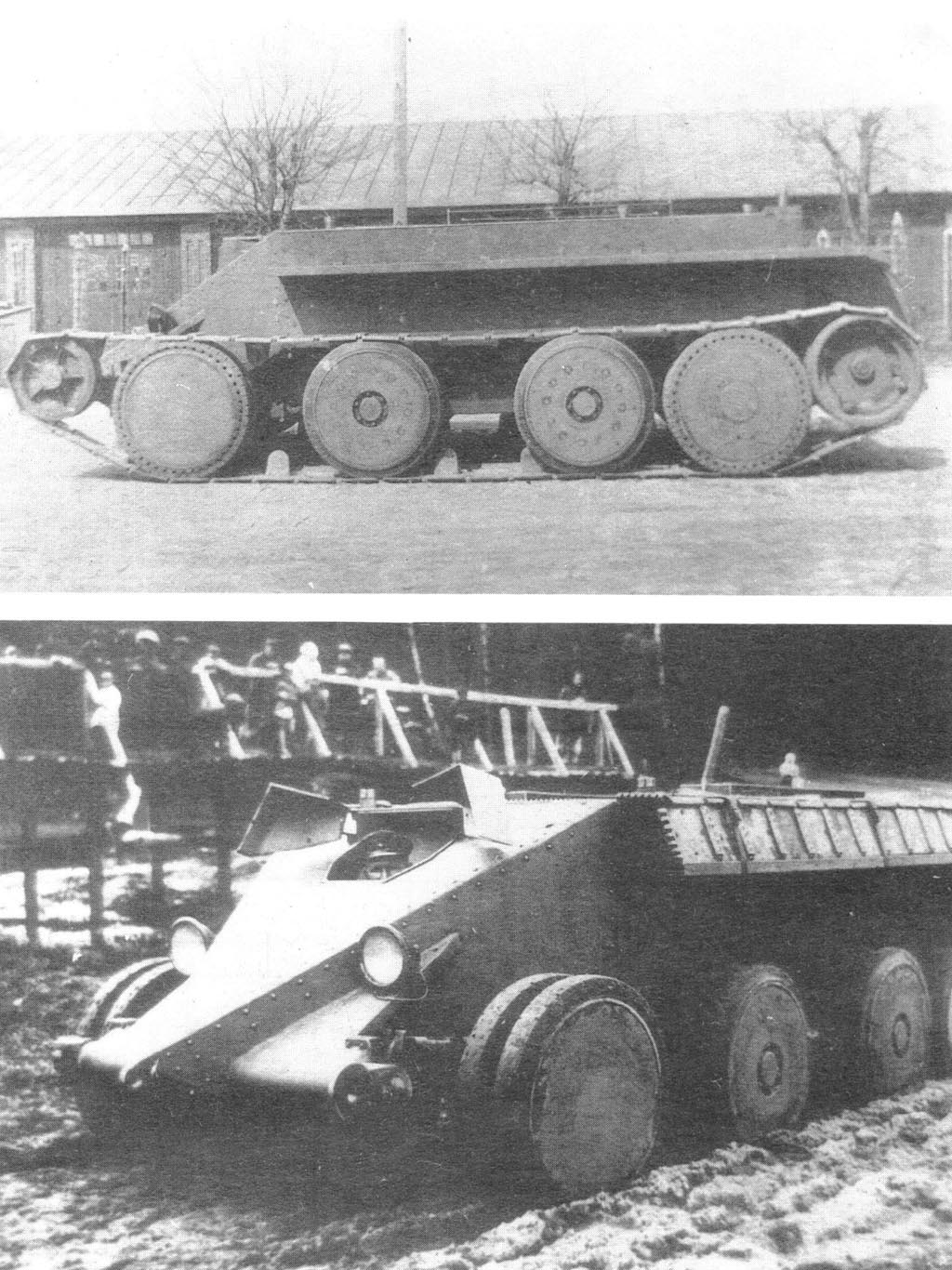
Амфибия-танк (Танк Кристи) на испытаниях в СССР.

Танк Кристи (также амфибия-танк) — название американских танков, сконструированных Джоном Кристи и изготовленных в СССР на их основе прототипов. СССР закупил несколько танков M1931 (по другим источникам, M1928) и использовал их при разработке БТ-2, БТ-5, БТ-7 и Т-34.
Эти танки также назывались в то время «быстроходными», «колёсно-гусеничными», «кавалерийскими».

## История
Принимая во внимание, что танк «Кристи» по своим скоростям перекрывает все танки в мире, что его собираются строить поляки, мы можем попасть в очень невыгодное соотношение с точки зрения тактического применения танковых частей. В связи с этим, мною настоятельно предлагается форсировать организацию производства танка «Кристи» путём сохранения производства мотора «Либерти» на авиационных заводах и подготовки производства прочих агрегатов на Ярославском автомобильном заводе. …Мною предлагается на текущий 1930-31 гг. дать промышленности задание построить не менее 100 штук танка «Кристи». …несмотря на высокую скорость движения, которая, по заверениям американца, составляет более 45 км/ч на гусеницах и 70 км/ч на колесах …означенный танк не подходит для принятия его в систему вооружения РККА.— Отчёт И.А.Халепского о заграничной командировке в РВС Республики, июнь 1930 года.

## Конструкция
Конструкция представляет собой систему независимой подвески, которая в свою очередь состоит из:
1) Подвижной опоры с двумя противоположными осями вращения, одна ось (1) крепится к корпусу, на другую ось (2) надевается колесо.
2) Муфта представляет собой тело вращения с отверстием под ось (2). 
3) Упругий элемент, обычный стандартный амортизатор привычный всем нам.